# ヘンリー・パジェット (初代アクスブリッジ伯爵、1744-1812)

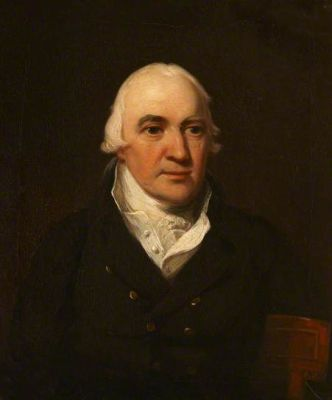
初代アクスブリッジ伯爵

初代アクスブリッジ伯爵ヘンリー・パジェット（英語: Henry Paget, 1st Earl of Uxbridge、出生名ヘンリー・ベイリー（Henry Bayly）、1744年6月18日 – 1812年3月13日）は、イギリスの貴族、政治家。

## 生涯
第2代準男爵サー・ニコラス・ベイリーと1人目の妻キャロライン（Caroline、旧姓パジェット（Paget）、1766年2月7日没、トマス・パジェットの娘）の息子として、1744年6月18日に生まれ、7月16日にセント・ジョージ・ハノーヴァー・スクエアで洗礼を受けた。1769年11月16日に母方の遠戚にあたる第2代アクスブリッジ伯爵ヘンリー・パジェットが死去すると、パジェット男爵位を継承、1770年1月13日に貴族院への召集令状を受けた。1月29日には国王の認可状を受けて姓を「パジェット」に改めた。1773年7月7日、オックスフォード大学よりD.C.L.の学位を授与された。
1782年7月17日にアングルシー統監に任命され、1812年に死去するまで務めた。同1782年12月9日に父が死去すると、準男爵位を継承した。1784年4月19日、グレートブリテン貴族であるミドルセックス州におけるアクスブリッジ伯爵に叙された。
1790年6月22日に北ウェールズ海軍次官、ペンブルックシャー海軍次官、カーマーゼンシャー海軍次官に任命され、いずれも1812年に死去するまで務めた。1778年から1782年までスタッフォードシャー民兵隊隊長を、1801年6月6日から1812年に死去するまでスタッフォードシャー統監を務めた。
1812年3月13日に死去、息子ヘンリー・ウィリアムが爵位を継承した。

## 家族
1767年4月11日、ジェーン・シャンパーニュ（Jane Champagné、1742年ごろ – 1817年3月9日、アーサー・シャンパーニュの娘）と結婚、7男5女をもうけた。
- ヘンリー・ウィリアム（1768年5月17日 – 1854年4月29日） - 第2代アクスブリッジ伯爵、初代アングルシー侯爵[7]
- ウィリアム（1769年12月22日 – 1794年9月） - 海軍軍人、庶民院議員。生涯未婚[8]
- アーサー（英語版）（1771年1月15日 – 1840年7月26日） - 外交官、庶民院議員。1809年2月16日、オーガスタ・ジェーン・パーカー（Augusta Jane Parker、第2代ボリンドン男爵ジョン・パーカー（英語版）の元妻、第10代ウェストモーランド伯爵ジョン・フェインの娘）と結婚、子供あり[9]
- キャロライン（1773年2月6日[10] – 1847年7月9日） - 1792年4月、ジョン・トマス・カペル閣下（Hon. John Thomas Capell、1819年没、第4代エセックス伯爵ウィリアム・カペルの息子）と結婚、子供あり[7]
- ジェーン（英語版）（1774年9月1日[10] – 1842年6月30日） - 1797年4月、第8代ギャロウェイ伯爵ジョージ・ステュアート（英語版）と結婚[7]、子供あり
- エドワード（英語版）（1775年11月3日 – 1849年5月13日） - 陸軍軍人、庶民院議員。1805年5月22日、フランシス・バゴット（Frances Bagot、1806年5月30日没、初代バゴット男爵ウィリアム・バゴットの娘）と結婚、子供あり。1815年2月22日、ハリエット・レッグ（Harriet Legge、1855年3月11日没、第3代ダートマス伯爵ジョージ・レッグ（英語版）の娘）と再婚、子供あり[7][11]
- ルイーザ（1777年3月26日[10] – 1842年1月23日） - 1801年、第3代準男爵サー・ジェームズ・アースキン（1825年没）と結婚、子供なし。その後、サー・ジョージ・マレー（英語版）と再婚[7]、子供あり
- チャールズ（英語版）（1778年10月7日 – 1839年1月27日） - 海軍軍人、庶民院議員。1805年3月8日、エリザベス・アラミンタ・マンク（Elizabeth Araminta Monck、1843年8月17日没、ヘンリー・マンクの娘）と結婚、子供あり[7][12]
- バークリー・トマス（英語版）（1780年1月2日 – 1842年10月26日） - 陸軍軍人、庶民院議員。1804年11月22日、ソフィア・アスケル・バックナル（Sophia Askell Bucknall、1859年2月18日没、ウィリアム・バックナル閣下（英語版）の娘）と結婚、子供あり[7][13]
- シャーロット（1781年10月26日[10] – 1817年1月26日） - 1805年10月15日、第2代エニスキレン伯爵ジョン・コール（1840年3月31日没）と結婚[7]、子供あり
- メアリー（1783年4月9日[10] – 1835年） - 1803年、第2代グレイヴス男爵トマス・グレイヴス（英語版）と結婚[7]、子供あり
- ブラウンロー（Brownlow、1797年没） - 早世[7]